# Peugeot 3008
O Peugeot 3008 é um crossover de porte médio da Peugeot.

## Galeria
- 1ª geração (2008-16)
- 2ª geração (2016-presente)